# Санковић
Санковић је насеље у Србији у општини Мионица у Колубарском округу. Према попису из 2022. било је 169 становника.
Овде је живео Живојин Лазић (1893-1986). Овде је живео Јовица Милутиновић, ту се налази Окућница кнеза Јовице Милутиновића.

## Демографија
У насељу Санковић живи 208 пунолетних становника, а просечна старост становништва износи 47,0 година (46,1 код мушкараца и 48,0 код жена). У насељу има 83 домаћинства, а просечан број чланова по домаћинству је 2,88.
Ово насеље је великим делом насељено Србима (према попису из 2002. године), а у последња три пописа, примећен је пад у броју становника.
|  |

| Демографија | Демографија | Демографија |
| Година      | Становника  | Становника  |
| ----------- | ----------- | ----------- |
| 1948.       | 539         |             |
| 1953.       | 561         |             |
| 1961.       | 492         |             |
| 1971.       | 411         |             |
| 1981.       | 351         |             |
| 1991.       | 276         | 275         |
| 2002.       | 239         | 239         |

| Етнички састав према попису из 2002.‍ | Етнички састав према попису из 2002.‍ | Етнички састав према попису из 2002.‍ | Етнички састав према попису из 2002.‍ | Етнички састав према попису из 2002.‍ |
| ------------------------------------ | ------------------------------------ | ------------------------------------ | ------------------------------------ | ------------------------------------ |
|                                      |                                      |                                      |                                      |                                      |
| Срби                                 | Срби                                 |                                      | 234                                  | 97,90%                               |
| Црногорци                            | Црногорци                            |                                      | 1                                    | 0,41%                                |
| Југословени                          | Југословени                          |                                      | 1                                    | 0,41%                                |
| непознато                            | непознато                            |                                      | 3                                    | 1,25%                                |

| Година пописа     | 1948. | 1953. | 1961. | 1971. | 1981. | 1991. | 2002. |
| ----------------- | ----- | ----- | ----- | ----- | ----- | ----- | ----- |
| Број домаћинстава | 93    | 101   | 109   | 104   | 103   | 96    | 83    |

| Број чланова      | 1  | 2  | 3  | 4  | 5  | 6 | 7 | 8 | 9 | 10 и више | Просек |
| ----------------- | -- | -- | -- | -- | -- | - | - | - | - | --------- | ------ |
| Број домаћинстава | 22 | 21 | 11 | 11 | 10 | 8 | 0 | 0 | 0 | 0         | 2,88   |

| Пол    | Укупно | Неожењен/Неудата | Ожењен/Удата | Удовац/Удовица | Разведен/Разведена | Непознато |
| ------ | ------ | ---------------- | ------------ | -------------- | ------------------ | --------- |
| Мушки  | 111    | 25               | 62           | 13             | 6                  | 5         |
| Женски | 101    | 8                | 62           | 26             | 3                  | 2         |
| УКУПНО | 212    | 33               | 124          | 39             | 9                  | 7         |

| Пол    | Укупно                    | Пољопривреда, лов и шумарство | Рибарство                            | Вађење руде и камена | Прерађивачка индустрија       |
| ------ | ------------------------- | ----------------------------- | ------------------------------------ | -------------------- | ----------------------------- |
| Мушки  | 80                        | 64                            | 0                                    | 0                    | 8                             |
| Женски | 70                        | 58                            | 0                                    | 0                    | 7                             |
| УКУПНО | 150                       | 122                           | 0                                    | 0                    | 15                            |
| Пол    | Производња и снабдевање   | Грађевинарство                | Трговина                             | Хотели и ресторани   | Саобраћај, складиштење и везе |
| Мушки  | 0                         | 2                             | 0                                    | 1                    | 0                             |
| Женски | 0                         | 0                             | 0                                    | 0                    | 0                             |
| УКУПНО | 0                         | 2                             | 0                                    | 1                    | 0                             |
| Пол    | Финансијско посредовање   | Некретнине                    | Државна управа и одбрана             | Образовање           | Здравствени и социјални рад   |
| Мушки  | 0                         | 1                             | 2                                    | 0                    | 1                             |
| Женски | 0                         | 1                             | 2                                    | 0                    | 1                             |
| УКУПНО | 0                         | 2                             | 4                                    | 0                    | 2                             |
| Пол    | Остале услужне активности | Приватна домаћинства          | Екстериторијалне организације и тела | Непознато            | Непознато                     |
| Мушки  | 0                         | 0                             | 0                                    | 1                    | 1                             |
| Женски | 1                         | 0                             | 0                                    | 0                    | 0                             |
| УКУПНО | 1                         | 0                             | 0                                    | 1                    | 1                             |

## Галерија
- Санковић - панорама
- Санковић - панорама
- Санковић - панорама
- Санковић - панорама
- Санковић - панорама
- Санковић - панорама